# Biblioteka Inżynierii Oprogramowania
Biblioteka Inżynierii Oprogramowania (BIO) to seria wydawnicza książek z zakresu informatyki i zagadnień pokrewnych, wydawana od końca lat siedemdziesiątych do początku lat dziewięćdziesiątych XX w. przez Wydawnictwa Naukowo-Techniczne (WNT).
Książki tej serii opatrzone były na okładce charakterystycznym logiem trójwymiarowego symbolu przypisania znanego z Pascala, tj. ":=".
Przewodniczącym Komitetu Redakcyjnego serii był prof. W.M.Turski.

## Wydane książki z serii Biblioteka Inżynierii Oprogramowania
- S. Alagić, M. A. Arbib – Projektowanie programów poprawnych i dobrze zbudowanych
- I. O. Angell – Wprowadzenie do grafiki komputerowej
- R. L. Baber – O oprogramowaniu inaczej
- L. Banachowski, A. Kreczmar – Elementy analizy algorytmów
- L. Banachowski, A. Kreczmar, W. Rytter – Analiza algorytmów i struktur danych
- M. Ben-Ari – Podstawy programowania współbieżnego
- J. Bielecki – System VSAM. Zasady stosowania w języku PL/I
- J. Błażewicz – Złożoność obliczeniowa problemów kombinatorycznych
- L. Bolc, M. Cichy, L. Różańska – Przetwarzanie języka naturalnego
- S. Borak, J. Klaczak, S. Korczak, Z. Płoski – System operacyjny George 3
- J. M. Brady – Informatyka teoretyczna w ujęciu programistycznym
- K. L. Clark, F. G. McCabe – Micro-Prolog
- M. Dąbrowski, K. Laus-Mączyńska – Metody wyszukiwania i klasyfikacji informacji
- C. Delobel, M. Adiba – Relacyjne bazy danych
- P. Dembiński, J. Małuszyński – Matematyczne metody definiowania języków programowania
- Jarosław Deminet – System operacyjny RSX-11(inne języki)
- E. W. Dijkstra – Umiejętność programowania
- D. Elizabeth Robling Denning – Kryptografia i ochrona danych
- S. Gasik, P. Kulczycki, K. Piasecki, J. Witaszek – PL/I(F)
- P. Gizbert-Studnicki, J. Kaczmarczuk – Snobol4
- R. Gleaves – Modula 2 dla programujących w Pascalu
- M. Głowacki –  Systemy operacyjne DOS i OS
- M. J. C. Gordon – Denotacyjny opis języków programowania
- R. E. Griswold, M. T. Griswold – Icon
- A. N. Haberman, D. E. Perry –  Ada dla zaawansowanych
- L. J. Hoffman – Poufność w systemach informatycznych
- M. Iglewski, J. Madey, S. Matwin –  Pascal. Język wzorcowy. Pascal 6000
- M. Iglewski, Jan Madey, S. Matwin –  Pascal. Język wzorcowy. Pascal 360
- Wacław Iszkowski, M. Maniecki – Programowanie współbieżne
- R. Jagielski – Tablice rozproszone
- M. Jankowski – Elementy grafiki komputerowej
- A. P. Jerszow – Wprowadzenie do teorii programowania
- C. B. Jones – Konstruowanie oprogramowania metodą systematyczną
- A. Kassur, P. Perkowski – Obliczeniowe aspekty projektowania układów elektronicznych
- B. W. Kernighan, P. J. Plauger – Narzędzia programistyczne w Pascalu
- B. W. Kernighan, D. M. Ritchie –  Język C
- R. Kent Dybvig – Scheme
- M. CH. Klin, R. Poeschel, K. Rosenbaum – Algebra stosowana dla matematyków i informatyków
- F. Kluźniak, S. Szpakowicz –  Prolog
- H. Kopetz – Niezawodność oprogramowania
- L. Kowalski – Logika w rozwiązywaniu zadań
- W. Lipski – Kombinatoryka dla programistów
- J. Martinek – Lisp. Opis, realizacja i zastosowania
- G. J. Myers – Projektowanie niezawodnego oprogramowania
- L. Niemczycki – Oprogramowanie teleprzetwarzania maszyn Jednolitego Systemu
- M. Marcotty. H. Ledgard – W kręgu języków programowania
- G. Mirkowska, A. Salwicki – Logika algorytmiczna dla programistów
- H. Oktaba, W. Ratajczak – Simula 67
- J. Olszewski – Projektowanie struktur systemów operacyjnych
- W. Pachelski – Fortran dla maszyn Odra serii 1300
- W. Pachelski – Fortran IV dla maszyn Jednolitego Systemu
- T. Pavlidis – Grafika i przetwarzanie obrazów. Algorytmy
- P. Perkowski – Technika symulacji cyfrowej
- Przegląd metod i algorytmów numerycznych, cz. 1 – J. i M. Jankowscy
- Przegląd metod i algorytmów numerycznych, cz. 2 – M. Dryja, J. i M. Jankowscy
- I. C. Pyle – Ada
- W. Reisig – Sieci Petriego. Wprowadzenie
- M. J. Rochkind – Programowanie w systemie Unix dla zaawansowanych
- P. P. Silvester – System operacyjny Unix
- B. Szafrański, W. Skurzak, W. Szypuła – System operacyjny RT-11
- A. Szałas, J. Warpechowska – Loglan
- D. Van Tassel – Praktyka programowania
- D. C. Tsichritzis, F. H. Lochovsky – Modele danych
- W. M. Turski – Metodologia programowania (2 wydania)
- J. Tyszer – Symulacja cyfrowa
- E. Ch. Tyugu – Programowanie z bazą wiedzy
- J. D. Ullman – Systemy baz danych
- W. M. Waite, G. Goos – Konstrukcja kompilatorów
- J. Walasek – Konwersacyjne otoczenie programowe Pascala
- N. Wirth – Modula 2
- N. Wirth – Wstęp do programowania systematycznego
- R. Wit – Metody programowania nieliniowego. Minimalizacja funkcji gładkich
- K. Zorychta, W. Ogryczak – Programowanie liniowe i całkowitoliczbowe